# إليانور ماريون بينيت
إليانور ماريون بينيت (بالإنجليزية: Eleanor Marion Bennett)‏ هي عالمة نبات أسترالية، ولدت في 1942 في سوبياكو ‏ في أستراليا.